# Rinoforo

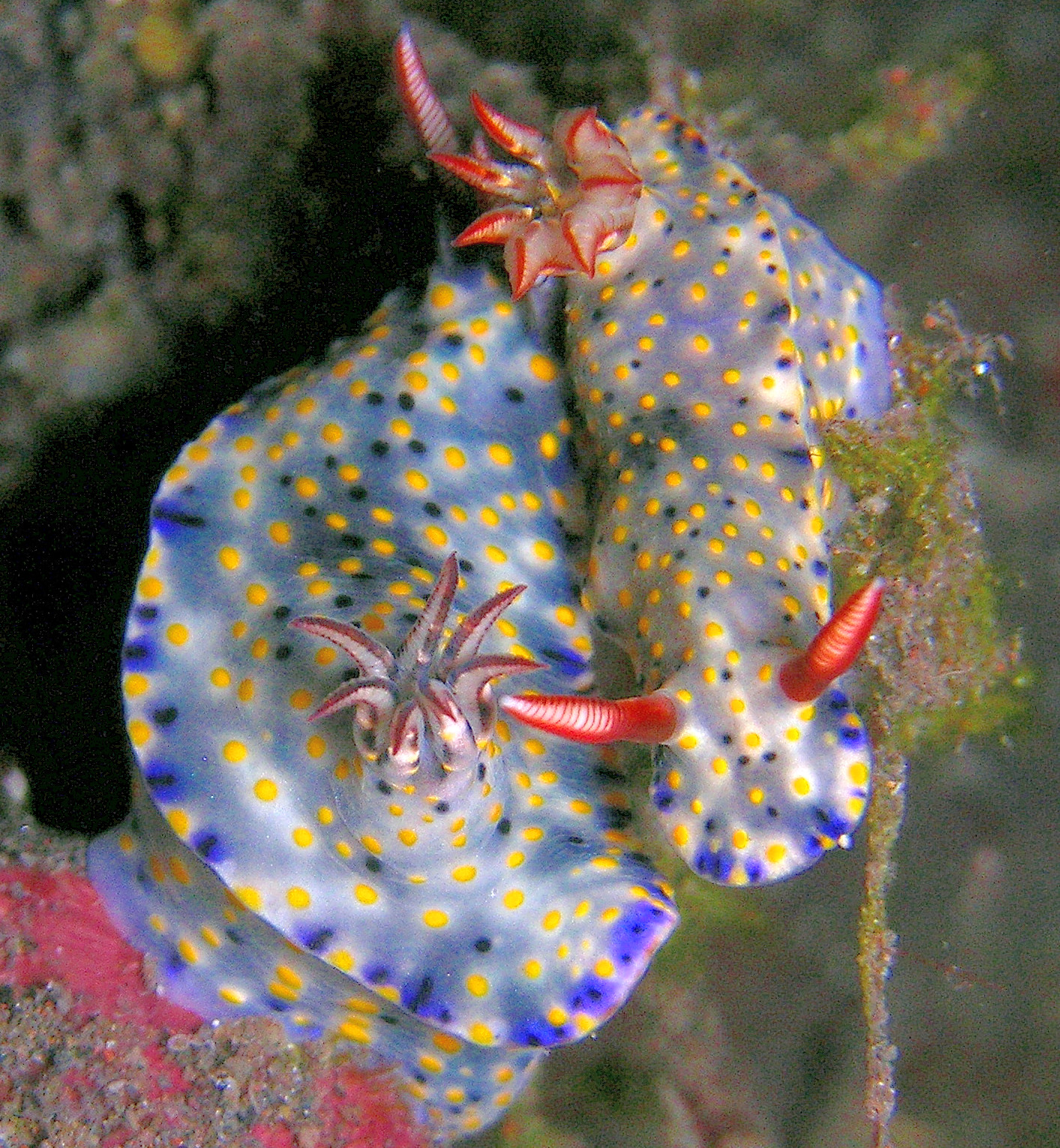
Due esemplari di Hypselodoris infucata.
Si vedono chiaramente i due rinofori, in questa specie lamellari, di colore rosso.

Un rinoforo è un'appendice sensoriale tipica dei molluschi nudibranchi posta alla sommità del capo, con funzioni tattili e chemiorecettive.
In alcune specie, in particolare quelle del sottordine Cladobranchia, sono retrattili in un'apposita tasca all'interno del corpo.
Le forme e i colori dei rinofori variano di specie in specie, e sono spesso un segno distintivo: ad esempio specie apparentemente simili, come ad esempio Chromodoris geometrica (dai rinofori verde traslucido) e Phyllidiella pustulosa (dai rinofori neri opachi).